# Jacek Socha
Jacek Franciszek Socha (ur. 9 września 1954 w Paczkowie) – polski ekonomista, polityk, w latach 2004–2005 minister skarbu państwa w pierwszym i drugim rządzie Marka Belki.

## Życiorys
W 1978 ukończył studia na Wydziale Nauk Ekonomicznych Uniwersytetu Warszawskiego, a w 1991 studia w Instytucie Rynku Kapitałowego przy Amerykańskiej Komisji Papierów Wartościowych i Giełd. W latach 1980–1982 był zatrudniony w Centralnym Ośrodku Metodycznym Studiów Ekonomicznych Szkoły Głównej Planowania i Statystyki. Następnie do 1990 pracował w Zakładzie Teorii Ekonomii Instytutu Nauk Ekonomicznych Polskiej Akademii Nauk. Od 1991 do 1994 pełnił funkcję dyrektora Biura Inspekcji w Komisji Papierów Wartościowych, następnie został zastępcą przewodniczącego Komisji Papierów Wartościowych. Od października 1994 do maja 2004 zajmował stanowisko przewodniczącego Komisji Papierów Wartościowych i Giełd.
Był także członkiem Komisji Nadzoru Bankowego, Komisji Nadzoru Ubezpieczeń i Funduszy Emerytalnych, Rady do spraw Systemu Płatniczego przy prezesie Narodowego Banku Polskiego, a także jednego z komitetów doradczych przy Międzynarodowej Organizacji Komisji Papierów Wartościowych.
Od 2 maja 2004 do 19 października 2005 sprawował urząd ministra skarbu państwa w dwóch rządach Marka Belki. W trakcie jego urzędowania przeprowadzono m.in. prywatyzację przedsiębiorstwa Zelmer. W 2007 rzeszowska delegatura Najwyższej Izby Kontroli we wnioskach z przeprowadzonej kontroli zarzuciła, że w czasie procesu prywatyzacji doszło do zaniżenia wartości spółki skutkującego stratą Skarbu Państwa w kwocie 220 milionów złotych, do czego przyczynili się minister oraz jego zastępca Dariusz Witkowski (podejmujący w imieniu ministra podejmował większość decyzji w sprawie prywatyzacji).
Jacek Socha został następnie partnerem w dziale usług doradczych PricewaterhouseCoopers i wiceprezesem polskiego oddziału tej firmy. Zakończył pracę w PwC w 2021. Członek honorowy Związku Maklerów i Doradców. Autor artykułów na temat rynków kapitałowych oraz publikacji książkowych, w tym Zrozumieć giełdę (1992), Rynek-giełda-inwestycje (1998), Rynek papierów wartościowych w Polsce (2003).

## Odznaczenia i wyróżnienia
W 2001 odznaczony Krzyżem Komandorskim, a w 2011 Krzyżem Komandorskim z Gwiazdą Orderu Odrodzenia Polski. W 2004 wyróżniony odznaką honorową „Za zasługi dla bankowości Rzeczypospolitej Polskiej”.
W 2007 otrzymał Perłę Honorową Polskiej Gospodarki (w kategorii gospodarka), a w 2006 Nagrodę Specjalną Lewiatana przyznaną przez Konfederację Lewiatan.

## Życie prywatne
Żonaty, ma dwie córki.